# Campylopus tubulosus
Campylopus tubulosus är en bladmossart som beskrevs av Edwin Bunting Bartram 1942. Campylopus tubulosus ingår i släktet nervmossor, och familjen Dicranaceae. Inga underarter finns listade i Catalogue of Life.